# 卢英德
卢英德（英語：Indra Krishnamurthy Nooyi，1955年—），又译因德拉·努伊，百事公司首位亚裔女执行长。2018年，從百事公司退休。

## 生平

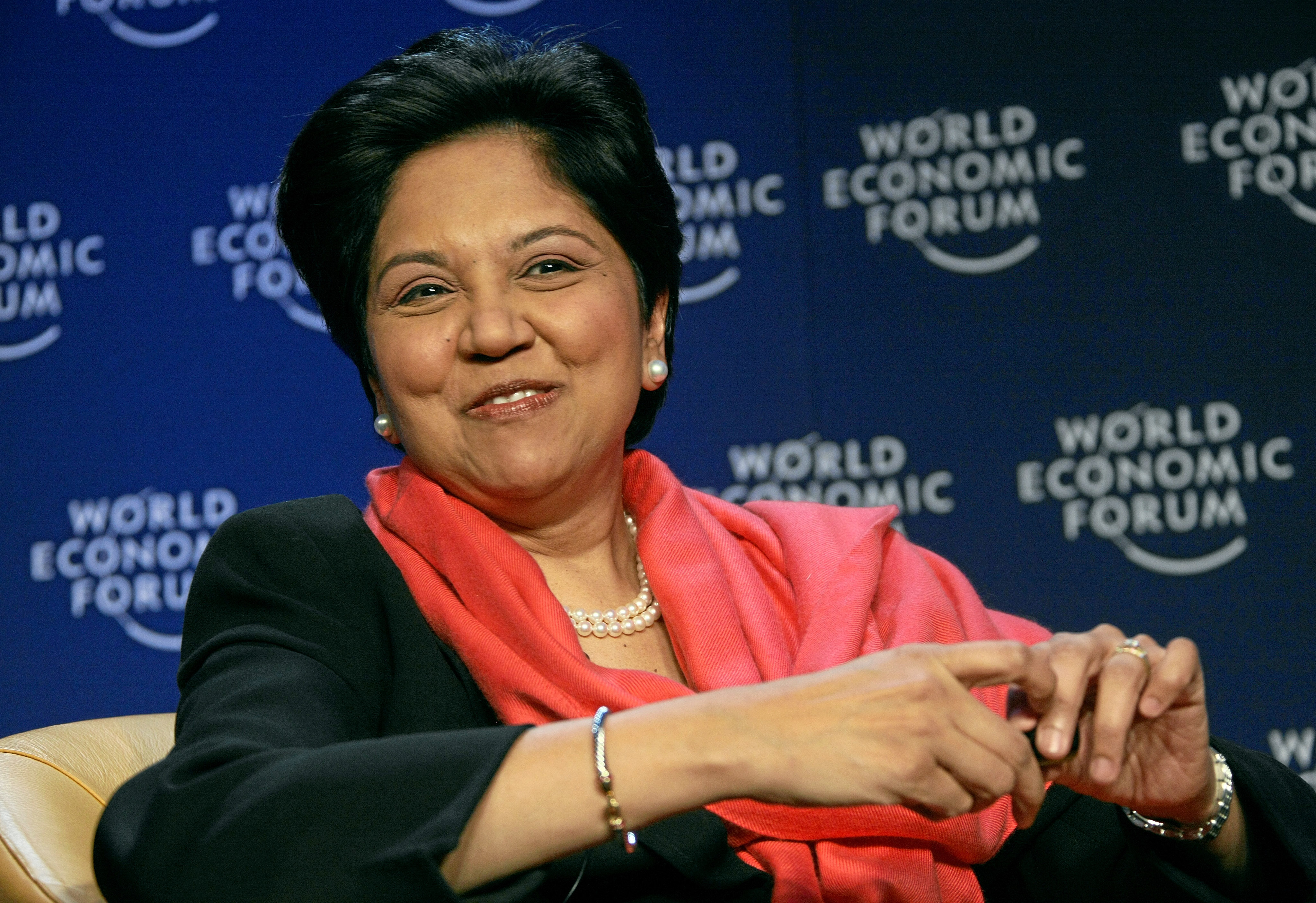
英德拉·努伊

1955年生于泰米尔纳德邦马德拉斯（今金奈），畢業於當地基督學院化學系，及耶魯大學工商管理碩士。1994年加入百事公司工作，2006年升任百事公司董事長及CEO。在2006年9月，富比士雜誌將英德拉選為世界上最有權力女性的第四位。她育有兩名女兒。